# Сельское поселение Каменка
Се́льское поселе́ние Каменка — муниципальное образование в Шенталинском районе Самарской области Российской Федерации.
Административный центр — село Каменка.

## История
Законом Самарской области от 30 апреля 2015 года № 38-ГД, сельские поселения Каменка и Новый Кувак преобразованы, путём их объединения, в сельское поселение Каменка с административным центром в селе Каменка.

## Население
| 2010  | 2012  | 2013  | 2014  | 2015  | 2016  | 2017  |
| ----- | ----- | ----- | ----- | ----- | ----- | ----- |
| 1148  | ↘1126 | ↘1106 | ↘1089 | ↘1065 | ↗1282 | ↘1261 |
| 2018  | 2019  | 2020  | 2021  |       |       |       |
| ↘1238 | ↘1207 | ↘1180 | ↘1055 |       |       |       |

## Состав сельского поселения
| № | Населённый пункт    | Тип населённого пункта       | Население |
| - | ------------------- | ---------------------------- | --------- |
| 1 | Денискино           | железнодорожный разъезд      | 29        |
| 2 | Каменка             | село, административный центр | 528       |
| 3 | Карабикулово        | деревня                      | 117       |
| 4 | Новый Кувак         | село                         | 278       |
| 5 | Светлый Ключ        | посёлок                      | 0         |
| 6 | Татарское Абдикеево | село                         | 474       |
| 7 | Черемшанка          | посёлок                      | 0         |

## Люди, связанные с сельским поселением
В 1894 г. в с. Татарское Абдикеево родился революционер Якубов, Камиль Лотфирахманович.
В 1910 году в селе Каменка родился Народный поэт Чувашской АССР Стихван Шавлы.